# Joaquim Arcoverde de Albuquerque Cavalcanti
Joaquim Arcoverde de Albuquerque Cavalcanti (ur. 17 stycznia 1850 w Cimbres na terenie diecezji Olinda, zm. 18 kwietnia 1930 w Rio de Janeiro) – brazylijski duchowny katolicki, kardynał, arcybiskup São Sebastião do Rio de Janeiro. 

## Życiorys
Studiował Na Papieskim Uniwersytecie Gregoriańskim w Rzymie i tam otrzymał święcenia kapłańskie 4 kwietnia 1874 roku. Dalsze studia kontynuował na Sorbonie w Paryżu w latach 1874–1876. Od 1876 do 1878 rektor seminarium duchownego w Olinda. 
26 czerwca 1891 roku papież Leon XIII mianował go biskupem Goiás, konsekrowany 26 października 1891 roku w Rzymie przez kard. Mariano Rampolla del Tindaro Sekretarza Stanu Stolicy Apostolskiej. 27 października 1891 roku zrezygnował z pasterskiego zarządzania diecezją. 26 sierpnia 1892 roku przeniesiony na stolicę diecezji São Paulo jako koadiutor z prawem następstwa i biskup tytularny Argos. 19 sierpnia 1894 roku objął urząd biskupa diecezji. 24 sierpnia 1897 roku mianowany arcybiskupem São Sebastião do Rio de Janeiro, a ingres do archikatedry w Rio de Janeiro odbył 31 sierpnia 1897 roku. 
Na konsystorzu 11 grudnia 1905 roku papież Pius X mianował go kardynałem, nadając mu tytuł prezbitera Ss. Bonifacio e Alessio. Uczestniczył w konklawe 1914. Na konklawe 1922 nie dotarł. Był pierwszym kardynałem pochodzącym z Brazylii. Zmarł 18 kwietnia 1930 roku w Rio de Janeiro. Pochowany w archikatedrze metropolitalnej w Rio de Janeiro.